# Daldinia clavata
Daldinia clavata är en svampart som beskrevs av Henn. 1902. Daldinia clavata ingår i släktet Daldinia och familjen kolkärnsvampar.   Inga underarter finns listade i Catalogue of Life.